# Lādnūn
Lādnūn är en ort i Indien.   Den ligger i distriktet Nāgaur och delstaten Rajasthan, i den nordvästra delen av landet, 300 km väster om huvudstaden New Delhi. Lādnūn ligger 322 meter över havet och antalet invånare är 60 490.
Terrängen runt Lādnūn är platt. Runt Lādnūn är det ganska tätbefolkat, med 185 invånare per kvadratkilometer. Närmaste större samhälle är Sūjāngarh, 8,4 km nordost om Lādnūn. Trakten runt Lādnūn består till största delen av jordbruksmark.